# Paul W. S. Anderson
Paul William Scott Anderson (Wallsend, Northumberland, 1965. március 4. –) angol filmrendező, forgatókönyvíró és filmproducer.
Leginkább sci-fi filmjeiről, illetve videójáték-adaptációiról ismert: 1995-ben jelent meg a Mortal Kombat című rendezése, amely az azonos című videójáték-sorozat alapján készült. A Kaptár (2002–2016) című filmes sorozatot szintén ő alkotta meg a Resident Evil videójátékok adaptálásával, felesége, Milla Jovovich főszereplésével – Anderson négy filmet rendezőként is jegyez. Az összesen egymilliárd amerikai dollár feletti bevétellel a hat részből álló filmes sorozat bevételi szempontból a legsikeresebb videójáték-adaptációnak számít.
Egyéb rendezései közé tartozik a Halálhajó (1997) és az Alien vs. Predator – A Halál a Ragadozó ellen (2004) című sci-fi horror, valamint a Halálfutam (2008) című akcióthriller.

## Filmográfia

### Film
| Év   | Magyar cím                                    | Eredeti cím                      | Feladatkör | Feladatkör | Feladatkör |
| Év   | Magyar cím                                    | Eredeti cím                      | Rendező    | Író        | Producer   |
| ---- | --------------------------------------------- | -------------------------------- | ---------- | ---------- | ---------- |
| 1994 | Fosztogatók négy keréken                      | Shopping                         | Igen       | Igen       | Nem        |
| 1995 | Mortal Kombat                                 | Mortal Kombat                    | Igen       | Nem        | Nem        |
| 1997 | Halálhajó                                     | Event Horizon                    | Igen       | Nem        | Nem        |
| 1998 | A katona                                      | Soldier                          | Igen       | Nem        | Nem        |
| 2002 | A Kaptár                                      | Resident Evil                    | Igen       | Igen       | Igen       |
| 2004 | Alien vs. Predator – A Halál a Ragadozó ellen | Alien vs. Predator               | Igen       | Igen       | Nem        |
| 2004 | A Kaptár 2. – Apokalipszis                    | Resident Evil: Apocalypse        | Nem        | Igen       | Igen       |
| 2005 | A múlt titka                                  | The Dark                         | Nem        | Nem        | Igen       |
| 2006 | DOA: Élve vagy halva                          | DOA: Dead or Alive               | Nem        | Nem        | Igen       |
| 2007 | A Kaptár 3. – Teljes pusztulás                | Resident Evil: Extinction        | Nem        | Igen       | Igen       |
| 2008 | Halálfutam                                    | Death Race                       | Igen       | Igen       | Igen       |
| 2009 | Pandorum                                      | Pandorum                         | Nem        | Nem        | Igen       |
| 2010 | A Kaptár – Túlvilág                           | Resident Evil: Afterlife         | Igen       | Igen       | Igen       |
| 2010 | Halálfutam 2.                                 | Death Race 2                     | Nem        | Sztori     | Igen       |
| 2011 | A három testőr                                | The Three Musketeers             | Igen       | Nem        | Igen       |
| 2012 | A Kaptár – Megtorlás                          | Resident Evil: Retribution       | Igen       | Igen       | Igen       |
| 2013 | Halálfutam: A pokol tüze                      | Death Race 3: Inferno            | Nem        | Sztori     | Igen       |
| 2014 | Pompeji                                       | Pompeii                          | Igen       | Nem        | Igen       |
| 2016 | A Kaptár – Utolsó fejezet                     | Resident Evil: The Final Chapter | Igen       | Igen       | Igen       |
| 2018 | Halálfutam: Totális anarchia                  | Death Race: Beyond Anarchy       | Nem        | Sztori     | Igen       |
| 2020 | Monster Hunter – Szörnybirodalom              | Monster Hunter                   | Igen       | Igen       | Igen       |
| 2025 | A Kárhozott Vidék                             | In the Lost Lands                | Igen       | Igen       | Nem        |

### Televízió
| Év        | Cím                          | Feladatkör | Feladatkör | Feladatkör      | Megjegyzések |
| Év        | Cím                          | Rendező    | Író        | Vezető producer | Megjegyzések |
| --------- | ---------------------------- | ---------- | ---------- | --------------- | ------------ |
| 1990–1992 | El C.I.D.                    | Nem        | Igen       | Nem             | 5 epizód     |
| 2000      | Holtak hálójában (The Sight) | Igen       | Igen       | Igen            | tévéfilm     |
| 2006      | Drift                        | Igen       | Nem        | Igen            | tévéfilm     |
| 2018      | Origin                       | Igen       | Nem        | Igen            | 2 epizód     |

## Fordítás
- Ez a szócikk részben vagy egészben  a   Paul W. S. Anderson című angol Wikipédia-szócikk fordításán alapul.  Az eredeti cikk szerkesztőit annak laptörténete sorolja fel. Ez a jelzés csupán a megfogalmazás eredetét és a szerzői jogokat jelzi, nem szolgál a cikkben szereplő információk forrásmegjelöléseként.